# Port lotniczy Arutua
Port lotniczy Arutua – port lotniczy położony 13 km na północ od wsi Rautini na atolu Arutua, należącego do archipelagu Tuamotu (Polinezja Francuska).

## Linie lotnicze i połączenia
| Linia Lotnicza | Kierunek          |
| -------------- | ----------------- |
| Air Tahiti     | 1. Ahe 2. Papeete |